# Cutandia rigescens
Cutandia rigescens là một loài thực vật có hoa trong họ Hòa thảo. Loài này được (Grossh.) Tzvelev mô tả khoa học đầu tiên năm 1957.